# Drosophila vicentinae
Drosophila vicentinae este o specie de muște din genul Drosophila, familia Drosophilidae, descrisă de Vilela în anul 1983. Conform Catalogue of Life specia Drosophila vicentinae nu are subspecii cunoscute.